# 循環座標
循環座標（じゅんかんざひょう）とは、ラグランジアンがあらわな依存性をもたない座標のことである。循環座標の共役運動量は保存量となる。すなわち、ラグランジアンを L 、循環座標を q 、q の共役運動量を p とすると、
{\displaystyle {\frac {\partial L}{\partial q}}=0\Rightarrow {\frac {dp}{dt}}=0,\quad p\equiv {\frac {\partial L}{\partial {\dot {q}}}}}
が成り立つ。ここで {\displaystyle {\dot {q}}} は q の時間微分である。